# Jessica Atreides
Jessica Atreides, también conocida como Dama Jessica, es un personaje de la novela de ciencia ficción Dune, de Frank Herbert, integrante de la Orden Bene Gesserit, que fue obligada a convertirse en concubina del Duque Leto como parte del programa genético secreto de dicha Orden.
Debido al amor sincero que sentía por el duque Leto, desobedeció la orden de concebir una niña para darle un heredero, y concibió a Paul Atreides: al cometer este crimen Jessica albergaba la esperanza, quizá no muy improbable al fin y al cabo, de concebir al Kwisatz Haderach, el macho Bene Gesserit que tanto esperaba su Hermandad, aquel que podría llegar a todos los rincones de la presciencia.
Tras la muerte del duque en Dune a mano de las tropas Harkonnen, Dama Jessica pasó (junto con su hijo Paul) a ser parte de los Fremen, de los que con el paso del tiempo llegó a ser una Reverenda Madre Más tarde concebiría a la hija del duque Leto, Alia.
Hija secreta del Barón Vladimir Harkonnen, fue abuela de los gemelos Leto II (posterior Dios Emperador) y Ghanima.
- Datos: Q2724114
- Multimedia: Jessica Atreides / Q2724114